# Battaglia di Barnet
La battaglia di Barnet fu una battaglia decisiva nella guerra delle due rose svoltasi il 14 aprile 1471 nei pressi della città di Barnet, oggi sobborgo a nord di Londra.
L'esito della battaglia segnò la vittoria del re York Edoardo IV d'Inghilterra contro Richard Neville, XVI conte di Warwick il marchese Montague e John de Vere, tredicesimo conte di Oxford (1442 – 1513), sostenitori del Lancaster Enrico VI d'Inghilterra. Circa 1500 uomini rimasero sul campo, tra cui gli stessi Warwick e Montague, dopo un combattimento durato tre o quattro ore.
Warwick era stato a lungo alleato di Edoardo IV, ma i due si erano allontanati a seguito del matrimonio del re con Elisabetta Woodville che era stato celebrato segretamente che non aveva soddisfatto per nulla il conte che stava progettando nozze ben più illustri. In prima battuta Warwick aveva sconfitto Edoardo ed aveva aiutato Margherita d'Angiò a rimettere sul trono il marito Enrico VI d'Inghilterra, del Casato di Lancaster. Edoardo era dovuto fuggire e si era rifugiato presso Carlo I di Borgogna e lo aveva convinto a dargli uomini e mezzi per riconquistare l'Inghilterra. L'offensiva di Edoardo partì proprio da Barnet: col favore delle tenebre gli yorkisti andarono addosso ai lancasteriani, tuttavia John de Vere, XIII conte di Oxford riuscì a ricacciare indietro gli yorkisti comandati da William Hastings, I barone Hastings spingendoli fino a Barnet. Nel tornare sul campo gli uomini di Oxford furono erroneamente colpiti dagli alleati, guidati da John Neville, I marchese di Montagu che li scambiarono per yorkisti. Questo causò scompiglio e panico entro le file lancasteriane tanto che molti dei soldati abbandonarono il campo e Warwick venne ucciso durante la ritirata

## L'amicizia perduta
La guerra delle due rose era scoppiata nel 1455 e vedeva contrapposti il Casato di Lancaster contro quello di York, il conflitto aveva raggiunto un punto di svolta nel 1461 quando Edoardo di York era salito al trono come Edoardo IV d'Inghilterra dopo aver spodestato il cugino Lancaster Enrico VI d'Inghilterra che circa cinque anni dopo finì prigioniero nella Torre di Londra. La regina Margherita d'Angiò insieme al figlio Edoardo di Lancaster riparò in Scozia per organizzare la resistenza. Edoardo soffocò ogni forma di resistenza, pressò la Scozia perché scacciasse la regina e il figlio e alla i due dovettero cercare asilo in Francia.
Una volta ottenuto lo stretto controllo sull'Inghilterra Edoardo ricompensò tutti coloro che lo avevano sostenuto a partire dal cugino Richard Neville, XVI conte di Warwick che ricevette in dono titoli nobiliari e terre confiscate ai nobili leali ai Lancaster.
Warwick non cessò di credere di dover continuare a guidare Edoardo e progettò per lui un ricco matrimonio con Bona di Savoia allo scopo di rafforzare la posizione del re nella comunità internazionale e di creare un legame con il regno di Savoia. Tuttavia Edoardo avrebbe preferito legarsi alla Borgogna e nel 1464 fece ancora di più infuriare Warwick quando scelse di sposare segretamente Elisabetta Woodville una donna proveniente dalla bassa nobiltà e vedova di un lancasteriano. Warwick pensò che non poteva esservi regina meno adatta per un sovrano yorkista e per sovramisura Edoardo donò, su richiesta della moglie, titoli e terre ai fratelli e sorelle di Elisabetta organizzando per loro matrimoni fra le più influenti famiglie d'Inghilterra. Diversi giovani nobili finirono per sposare le ragazze Woodville minando il terreno di caccia che Warwick aveva pensato di battere per maritare le proprie figlie.
Di questi matrimoni due dovettero urtare particolarmente Warwick, uno fu quello di John Woodville (1444circa-12 agosto 1469), uno dei fratelli della regina, con Katherine Neville (1400circa-dopo il 1483), sorella di Cecily Neville, una donna ricca e nobile nonché legata alla famiglia reale (essendo la nipote di Giovanni Plantageneto, I duca di Lancaster. L'altro fu il fidanzamento fra Anna Holland (1455 circa-fra il 26 agosto 1467 e il 6 giugno 1474) (nipote per parte di madre di Cecily Neville) con Thomas Grey, I marchese di Dorset, figlio di primo letto di Elisabetta Woodville.
Il crescente potere dei Woodville fece sentire Warwick emarginato ed allontanato dal fianco di Edoardo e capì che la sua influenza sul giovane re stava scemando, e pensò che gli restassero solo due alternative o forzare le cose e tornare nelle grazie del re o cospirare contro di lui insieme al fratello minore di Edoardo, il giovane Giorgio Plantageneto, I duca di Clarence.
I due insieme riuscirono ad aizzare diverse ribellioni al nord costringendo Edoardo a lasciare il sud, regione dove registrava il massimo supporto, portandolo in una terra in cui il sovrano si ritrovò in decisa inferiorità numerica. Mentre Edoardo riparava verso sud apprese che Warwick e il fratello Giorgio stavano chiamando il paese alla rivolta, il 26 luglio 1469 i lancasteriani vinsero alla battaglia di Edgecote Moor e Edoardo si trovò privo del supporto dei nobili fedegli agli York. Warwick intervenne per portarlo al Castello di Warwick per "proteggerlo" e i lancasteriani non persero tempo, consci che il re era più o meno imprigionato rinfocolarono la guerra. Quel che Warwick forse non aveva previsto era che sebbene all'ultima battaglia i nobili non avessero appoggiato Edoardo non erano nemmeno pronti a correre alla chiamata alle armi del conte che si vide costretto a rilasciare il sovrano. Tornato a corte Edoardo non agì direttamente contro Warwick, tuttavia egli sentì che il re teneva del rancore verso di lui e progettò una nuova rivolta per detronizzare Edoardo e mettere Giorgio sul trono. Il 12 marzo 1470 i Lancaster vennero sconfitti alla battaglia di Losecoat Field e Warwick insieme a Giorgio fu costretto a riparare in Francia dopo che Edoardo ebbe scoperto, grazie ad alcune lettere e alle confessioni di alcuni prigionieri che Warwick e Giorgio lo avevano tradito. Luigi XI di Francia organizzò un accordo fra i due e la deposta regina Margherita d'Angiò, Warwick e Giorgio si misero alla testa dell'esercito di Lancaster e nel mese di ottobre attraccarono in Inghilterra costringendo Edoardo a fuggire e a trovare asilo in Borgogna, mentre sul trono venne restaurato Enrico VI.
Il 14 marzo 1471 Edoardo con gli uomini e i mezzi fornitigli da Carlo I di Borgogna tornò in patria deciso a riprendere la corona.

## I fratelli di York

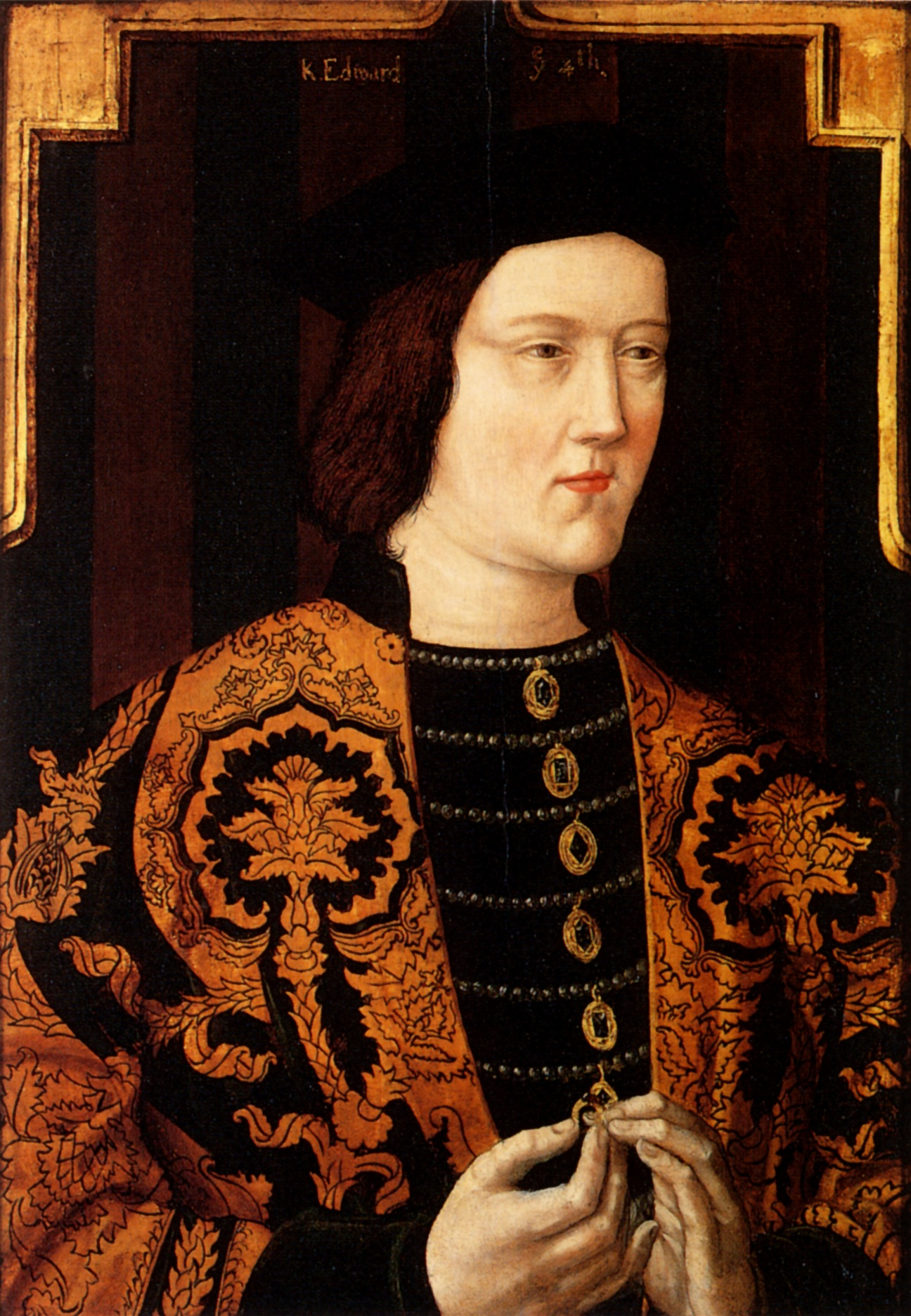
Edoardo IV d'Inghilterra.

Edoardo  si mise come al solito alla testa dell'esercito, il suo 1.90 mt, d'altronde, lo rendeva una figura accentratrice e d'ispirazione per gli uomini che combattevano con lui e che lo vedevano attaccare i nemici nella propria armatura dorata. I testi dell'epoca riportano la figura di un uomo di bell'aspetto e muscoloso, dalla personalità carismatica ed affascinante e che riusciva facilmente a convincere gli altri della giustezza della propria causa. In battaglia era capace di prendere decisioni rapide ed era un buon tatticista in grado di localizzare le debolezze delle linee nemiche e di sfruttarle a proprio vantaggio e nel 1471 era già un capo militare rispettato. Le sue capacità di comando e il carisma lo avevano reso una felice alternativa al più scialbo Enrico VI specialmente fra la gente comune, durante gli anni di governo aveva attuato politiche volte a proteggere ed espandere il commercio inglese riuscendo a conquistare anche i mercanti. Tuttavia nel 1469 buona parte di quel consenso era stato eroso, l'euforia per il nuovo sovrano era scemata e il popolo lo biasimava per aver fallito l'obiettivo di rendere grande l'Inghilterra e di non punire gli abusi perpetrati dai nobili yorkisti.
Quando Edoardo tornò in patria nel 1471 il supporto popolare era piuttosto scarso e non furono molti quelli che celebrarono apertamente il suo ritorno. A Barnet Edoardo si ricongiunse con il fratello minore Riccardo di Gloucester e con Giorgio che era tornato da lui, Riccardo a differenza di Giorgio era più snello e sembrava molto più delicato ed era solo diciottenne e Barnet fu il suo primo grande scontro. Il suo valore militare non era comunque in discussione e sono molti gli storici che lo considerano un leader valente e capace. Giorgio non era invece considerato quanto Riccardo soprattutto per quanto concerneva la lealtà che negli anni era stata alquanto dubbia, quando Edoardo era salito al trono Giorgio era il suo naturale successore, ma la nascita di Edoardo e Riccardo lo aveva fatto retrocedere.
Da quando aveva deciso di seguire Warwick Giorgio si era sposato con la figlia di lui, Isabella Neville, nella speranza di prendere il trono al fratello, salvo poi perdere fiducia in lui quando si era alleato ai Lancaster e aveva fatto sposare l'altra figlia Anna Neville ad Edoardo di Lancaster, figlio unico di Enrico VI. Quando Edoardo era ripartito alla conquista del paese Giorgio aveva accettato l'offerta di perdono e aveva raggiunto l'esercito yorkista presso Coventry il 2 aprile 1471. L'ultimo dei comandanti di York era William Hastings, I barone Hastings che era stato leale a Edoardo fin dall'inizio e che lo aveva seguito anche in esilio e ne aveva supportato il ritorno. La sua lealtà era stata premiata con la luogotenenza di Calais ed era divenuto il suo principale consigliere.

## Gli uomini di Margherita d'Angiò

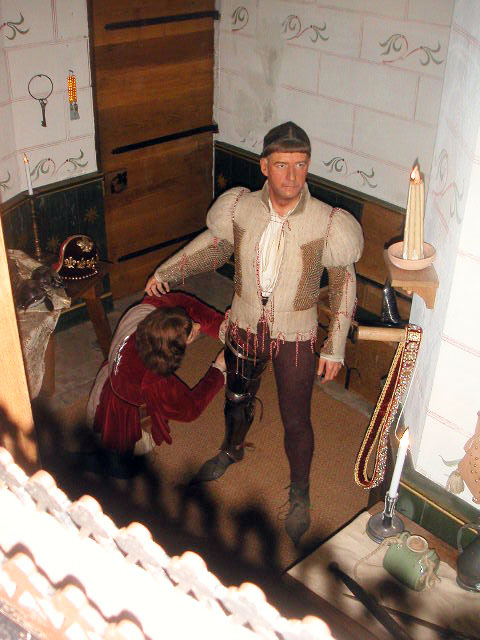
Il conte di Warwick si prepara alla battaglia - diorama realizzato nel Castello di Warwick.

Il conte di Warwick era stato per lungo tempo alleato degli York e aveva combattuto al fianco del cugino Edoardo in molte occasioni, la sua lealtà, i suoi trionfi militari e politici, la popolarità di cui godeva presso il popolo gli aveva fruttato la fiducia della casa reale di York facendo di lui un uomo importante e potente. La sua influenza era tale da essere chiamato il Creatore di re e i suoi contemporanei lo consideravano un genio militare, anche se nell'ultimo secolo il suo acume militare è stato ridimensionato. Alcuni storici sostengono che in alcuni casi si sia trovato al momento giusto nel posto giusto, come nel caso della Prima battaglia di St Albans e che mancasse di una certa elasticità mentale e che giocasse troppo sulla difensiva.
Suo fratello John Neville, I marchese di Montagu era meno ambizioso, ma tatticamente più efficace, nel 1464 aveva comandato l'esercito di York, che, grazie a un'imboscata, aveva portato a casa la vittoria alla battaglia di Hedgeley Moor e alla battaglia di Hexham aveva vinto grazie a un attacco a sorpresa. Queste vittorie avevano rafforzato i domini dei Neville a nord ed Edoardo aveva donato loro il contado di Northumberland rendendoli una delle famiglie più ricche del paese. Tali doni furono particolarmente gratificanti per i Neville che erano da lungo tempo impegnati in una schermaglia con i precedenti Conti di Northumberland, i Percy, che invece erano di fede lancasteriana. Nel marzo 1470 Edoardo, nel tentativo di accattivarsi i Percy, restituì il contado a Henry Percy, IV conte di Northumberland e Neville come risarcimento fu insignito del titolo di Marchese di Montagu, ma le terre che ricevette erano decisamente più povere e le proprietà più ridotte di quelle che aveva perso. Neville vide il titolo di marchese come un insulto, una ricompensa iniqua e inadeguata per tanti anni di fedele servizio, tuttavia non seguì immediatamente Warwick, lo raggiunse solo nel momento in cui egli invase l'Inghilterra nel tardo 1470.
Di John de Vere, XIII conte di Oxford, altro comandante lancasteriano, si conosce poco e i documenti scarseggiano fino a che non compare alla battaglia di Losecoat Field del 1470, suo padre era stato assassinato nel 1462 in seguito a un fallito attentato alla vita di Edoardo IV che aveva cercato di assicurarsi l'appoggio di John dandogli il titolo di cavaliere e perdonandogli gli errori paterni. Non ebbe successo, John rimase un lancasteriano convinto e si accodò a Warwick nel tentativo di detronizzare Edoardo. Henry Holland, III duca di Exeter (27 giugno 1430-settembre 1475) era di sangue reale (perché discendeva da Giovanni Plantageneto e dalla moglie Bianca di Lancaster), ma era comunemente visto come poco più di un criminale pronto alla violenza. Nemico giurato dei Neville e nutriva particolare astio nei confronti di Warwick perché era stato insignito al posto suo del grado di Lord High Admiral nel 1457. Nondimeno quando Warwick si unì ai Lancaster Exeter ubbidì a Margherita d'Angiò e lo servì durante l'invasione dell'Inghilterra. Nonostante supportasse i Lancaster Exeter aveva legami con gli York giacché era sposato con Anna di York, sorella di Edoardo.
Edmund Beaufort, IV duca di Somerset era uomo di provata fede lancasteriana e un fidato consigliere di Margherita d'Angiò, i suoi rapporti con Warwick erano tutto meno che cordiali poiché già da molti anni litigavano circa le rispettive proprietà che erano confinanti. A peggiorare le cose c'era anche la morte del padre di Edmund, Edmund Beaufort, II duca di Somerset, che era rimasto ucciso a St. Albans e la famiglia ancora covava rancore con Warwick per l'accaduto. Le cronache coeve riportano che Beaufort fosse a Barnet, ma alcuni storici tendono a credere che non fosse presente, taluni sostenendo che fosse a Londra per sorvegliare Enrico VI per ordine di Warwick o che fosse al sud ad accogliere Margherita d'Angiò, sulla base del fatto che i cattivi rapporti con il conte rendevano preferibile per lui andare a reclutare volontari per l'esercito di lancaster che combattere al suo fianco.

## Il dispiegamento
Il 14 marzo 1471 Edoardo arrivò a Ravenspurn portandosi dietro un considerevole esercito e marciò immediatamente verso York. All'inizio la marcia fu tranquilla e senza resistenze perché si svolse nei territori dei Percy e il Conte di Northumberland doveva a Edoardo la ritrovata proprietà delle terre di famiglia. Per buona misura Edoardo annunciò che tornava per reclamare il ducato paterno e non per la corona inglese, lo stratagemma funzionò e il barone Montagu che ne sorvegliava l'avanzata non fu in grado di spingere i propri uomini contro Edoardo. Una volta raggiunto un sufficiente numero di uomini egli mise da parte l'ingannò e girò verso sud, diretto verso la capitale, scacciati gli eserciti di Oxford ed Exeter Edoardo mise sotto assedio Warwick a Coventry sperando di potergli dare battaglia. Il conte dal canto suo stava aspettando Giorgio per unire le forze e sopraffare Edoardo che, intanto, aveva spedito l'altro fratello Riccardo per offrire una proposta di pace a Giorgio che fu prontatemente accettata. I tre fratelli riuniti assediarono Coventry costringendo Warwick alla resa, il conte fu così infuriato per il tradimento del genero che rifiutò persino di parlargli, in ogni caso Edoardo non era nelle condizioni per abbattere definitivamente Warwick e continuò a procedere verso sud.
Entro pochi giorni Oxford ed Exeter furono in grado di dare man forte a Warwick e tutti e tre lo seguirono, la loro speranza era che Beaufort, che controllava Londra, chiudesse Edoardo e il suo esercito fuori dai cancelli permettendo loro di incontrarlo in campo aperto. Dopo quasi due anni però il clima era cambiato e Edoardo venne accolto se non con calore, almeno non con freddezza e l'assenza di Beaufort di certo non giovò ai Lancaster, lo stesso Enrico mise la propria vita nelle mani del cugino certo che non avrebbe corso nessun pericolo. I ranger lancasteriani tentarono di esplorare la zona di Barnet, che si trovava a circa 12 km a nord di Londra, ma vennero respinti e il loro esercito prese posizione sul crinale di una collina a nord di Barnet preparandosi per la battaglia imminente. Warwick posizionò i suoi uomini lungo una linea est-ovest dall'altro lato rispetto alla Great North Road che attraversava Barnet, mentre Oxford si pose sul lato est ed Exeter su quello ovest. Montagu si collocò al centro e Warwick infine si preparò a dare ordini dalle riserve e decise anche di spostare tutta la sua linea un poco verso ovest così da ostacolare gli uomini di Exeter se fossero stati respinti indietro.
L'esercito di Warwick era di gran lunga più numeroso di quello di Edoardo e per questo motivo egli si lanciò in un attacco a sorpresa contro i lancasteriani e si portò dietro anche Enrico VI per impedire loro di tentare di riprenderselo. Edoardo arrivò in serata e senza conoscere bene l'esatta posizione degli avversari dispiegò l'esercito ponendo Hastings sulla sinistra e Riccardo al comando della fila destra decidendo di tenere al proprio fianco Giorgio così che entrambi si trovassero al centro. È probabile che tale decisione non venisse dalla fiducia nelle capacità belliche del fratello, ma dalla necessità di tenere d'occhio colui che per due volte lo aveva tradito. Un contingente di riserve fu posto alla retroguardia pronto a intervenire alla chiamata di Edoardo. Al calare della notte Edoardo decise il piano per l'attacco a sorpresa della mattina seguente e con l'ordine di marciare in assoluto silenzio l'esercito di York si avvicinò furtivo a quello di Lancaster. Durante la notte nessuno dei comandanti lancasteriani individuò gli yorkisti in avvicinamento, una cosa che fu decisiva al sorgere del sole.
Warwick ordinò che per tutta la notte i cannoni sparassero contro la zona in cui erano presumibilmente accampati gli avversari che tuttavia si erano avvicinati troppo per essere centrati dai colpi dei lancasteriani. Dal canto suo Edoardo ordinò ai propri cannoni di tacere così che la loro posizione non venisse rivelata. Non appena le truppe andarono a riposare Montagu si avvicinò al fratello per avvisarlo che gli uomini erano di umore basso suggerendogli che, in quanto capo dell'esercito, era meglio che egli combattesse a piedi in corpo a corpo e a fianco dei soldati invece che a cavallo giacché era diffusa la credenza che il combattere a cavallo inducesse i generali ad abbandonare il campo quando le cose si mettevano male. Il combattere a piedi avrebbe invece ispirato l'idea che egli sarebbe stato pronto a combattere fino alla morte e Warwick acconsentì, i cavalli vennero quindi spediti nelle retrovie.

## Nella nebbia

Azioni iniziali: Oxford guida l'ala destra Lancastriana (rossa) che aggira la sinistra Yorkistsa (bianca) e si disperde verso Sud. Gloucester avanza attraverso Monken Hadley e attacca la sinistra Lancastriana.

Alle quattro del mattino gli eserciti si alzarono, Edoardo aveva pianificato un attacco sul presto e ingiunse agli uomini di prepararsi alla carica. Entrambi gli eserciti accesero i cannoni e le frecce prima di gettarsi gli uni verso gli altri ad armi inastate, quella mattina la nebbia era fitta e gli spostamenti notturni avevano traslato gli schieramenti l'uno rispetto all'altro. Nessuno dei gruppi fronteggiava l'altro essendo tutti deviati un poco verso destra il che significava che il margine destro dell'uno poteva aggirare l'altro avvolgendosi attorno al suo fianco sinistro. I lancasteriani furono i primi a usare tale vantaggio e gli uomini di Oxford presto finirono per avere la meglio su quelli Hastings che dovettero ripiegare verso Barnet inseguiti dagli uomini del conte. Qualche yorkista raggiunse addirittura Londra spargendo la voce che Edoardo aveva perso e Warwick vinto lo scontro, tuttavia gli uomini di Oxford si dispersero non appena si separarono per saccheggiare i bottini dei nemici e la città di Barnet. Oxford fu costretto a inseguire e richiamare i propri soldati e riuscì a riportarne 800 sul campo di battaglia.
A causa della nebbia fitta però nessuno si era accorto della vittoria di Oxford su Hastings co che il collasso dell'intera ala yorkista ebbe uno scarso effetto sul loro morale, intanto la battaglia ingaggiata fra Edoardo e Montagu era decisamente intensa e l'ala sinistra dei Lancaster stava ripiegando sotto i colpi di Riccardo che respingeva sempre più indietro gli uomini di Exeter. I progressi di Riccardo erano piccoli perché stavano combattendo su un pendio in leggera pendenza, tuttavia la sua pressione lenta, ma costante fece ruotare l'intera linea di combattimento. Warwick vedendo quanto stava accadendo ordinò alle riserve di alleviare la pressione intorno a Exeter e inviando i restanti a combattere al centro gradatamente la linea di combattimento s'inclinò da nord-est a sud-ovest.

Fase finale della battaglia: glis chieramenti sono ruotati, e le forze Oxford ritornano sul campo.

Intanto Oxford stava ripercorrendo i propri passi per tornare a combattere arrivando inaspettatamente dietro le spalle di Montagu, nella nebbia fitta egli confuse l'emblema del conte fatto di stelle con raggi con il sole splendente di Edoardo, pensando che gli alleati fossero invece le riserve di Edoardo ordinò su di loro una scarica di frecce. Oxford gridò immediatamente al tradimento poiché da lancasteriano di ferro era assai cauto circa il recente volta faccia di Montagu e ordinò di rispondere all'attacco mentre si ritiravano. Le loro grida di tradimento si diffusero nelle file dei Lancaster precipitando gli uomini nel panico e nella confusione, non appena la nebbia si alzò Edoardo vide che le file avversarie erano in rotta e mandò su di loro le riserve accelerandone la caduta. La voce che Exeter era caduto sotto un'ascia yorkista risuonò per tutto il campo e nella confusione Montagu venne ucciso, non si sa da un avversario o da uno degli uomini di Oxford.

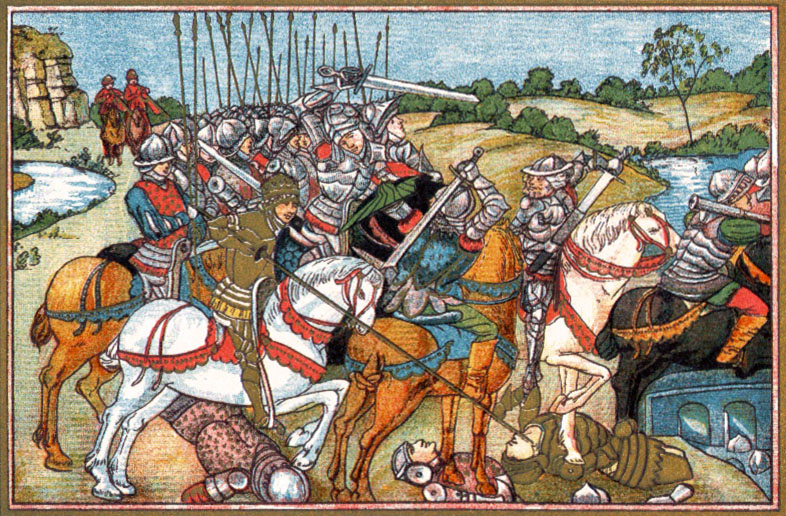
Litografia del 1885 che ritrae la rotta delle truppe di Warwick alla maniera del famoso quadro della Battaglia di San Romano di Paolo Uccello

Warwick vide la morte del fratello e capì che la battaglia era persa e tentò di dirigersi verso i cavalli nel tentativo di ritirarsi, Edoardo comprese di avere vinto e comprese anche che Warwick valeva più da vivo che da morto e mandò dei soldati con l'ordine di portarglielo vivo. Taluni storici ritengono che Edoardo volesse convincere Warwick a rientrare in seno alla casa di York perché era un valente alleato, altri invece che volesse solo l'occasione per giustiziarlo pubblicamente.
L'esercito di York era grande e forse perché ignorando gli ordini di Edoardo o forse perché ne erano inconsapevoli un gruppo di soldati mise le mani su Warwick, lo tirarono giù da cavallo e lo pugnalarono al collo, il suo corpo fu trovato dalle guardie di Edoardo, mutilato e privo delle proprie insegne.

## Chi visse e chi morì

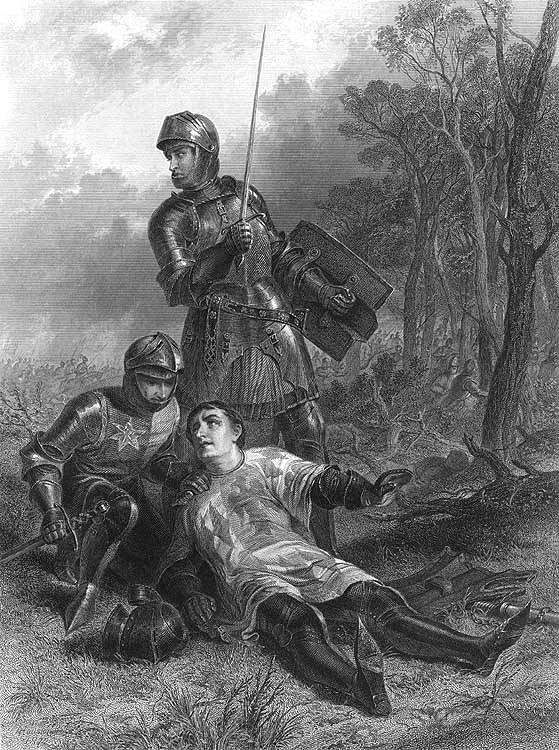
Illustrazione del XIX secolo della morte di Warwick, tratta dall'Enrico VI, Parte 3, Atto V, Scena II

La battaglia in sé durò circa tre ore e come tutte le battaglie portò molti morti, circa 500 yorkisti e il doppio fra le file dei Lancaster. I corpi dei due fratelli Neville vennero riportati alla capitale e fu loro risparmiato il calvario di essere squartati ed appesi come monito ai cancelli della città, tuttavia Edoardo esibì i loro corpi nudi per tre giorni nella Cattedrale di St.Paul per mettere a tacere le voci che li volevano vivi, in seguito autorizzò la loro sepoltura all'abbazia di Bisham.
Nonostante avesse vinto Edoardo era tutt'altro che tranquillo, Margherita d'Angiò era arrivata a Weymouth il giorno della battaglia e attraverso una simulata marcia verso Londra stava reclutando uomini nel Galles e nelle Marche gallesi, ella rimasta scoraggiata dalla morte di Warwick, ma Beaufort le aveva suggerito che ora erano decisamente più liberi. A dispetto della sconfitta i lancasteriani si erano rivolti alla regina nella speranza che ella rimettesse il marito sul trono, allertato dalle proprie spie Edoardo inseguì ed intercettò l'esercito della regina ingaggiando guerra alla Battaglia di Tewkesbury, Margherita fu sconfitta e suo figlio ucciso.
Exeter venne ritenuto morto in battaglia, ma era vivo anche se gravemente ferito. I suoi uomini lo portarono all'Abbazia di Westminster e nonostante vi avesse chiesto asilo fu portato alla Torre di Londra dove visse quattro anni prima di sottomettersi a Edoardo.
Oxford scappò in Francia dandosi alla pirateria contro le navi inglesi e continuando ad opporsi al regno di Edoardo, venne infine catturato nel 1473 dopo aver conquistato l'isola di St Michael's Mount. Dodici anni dopo Oxford fuggì e raggiunse Enrico Tudor combattendo al suo fianco nella Battaglia di Bosworth Field.